# 森林小丘体育场
森林小丘体育场是一座位于纽约皇后区森林小丘社区的体育场。该体育场是一个拥有14,000个座位的室外网球场，也是举办音乐会的场地。该体育场隶属于西边网球俱乐部（West Side Tennis Club），这是一家私人网球俱乐部。俱乐部设有38个网球场，涵盖了所有四种地面（红土球场、绿土球场、草地球场和硬地球场），还有一个小型的奥林匹克标准游泳池和其它设施。
该体育场最著名的赛事是举办了60届美国国家锦标赛（1968年改称美国网球公开赛），先是从1915年到1920年，然后是从1924年到1977年。此外，戴维斯杯的决赛有10次是在该体育场举行的，是举办次数最多的场地。美国职业网球锦标赛在该场地举行了11次，另一项大型职业锦标赛冠军锦标赛在该场地举行了3次。西边网球俱乐部是森林小丘网球经典赛的场地，该赛事是现已停办的国际女子网球协会IV级赛事及一项男子挑战赛。公开赛在西边时见证了一些最重要的时刻和变化，包括1927年引入种子，1970年的突破僵局制，1973年的男女奖金平等和1975年的夜赛。目前，该体育场被用作户外音乐会的场地。

## 历史

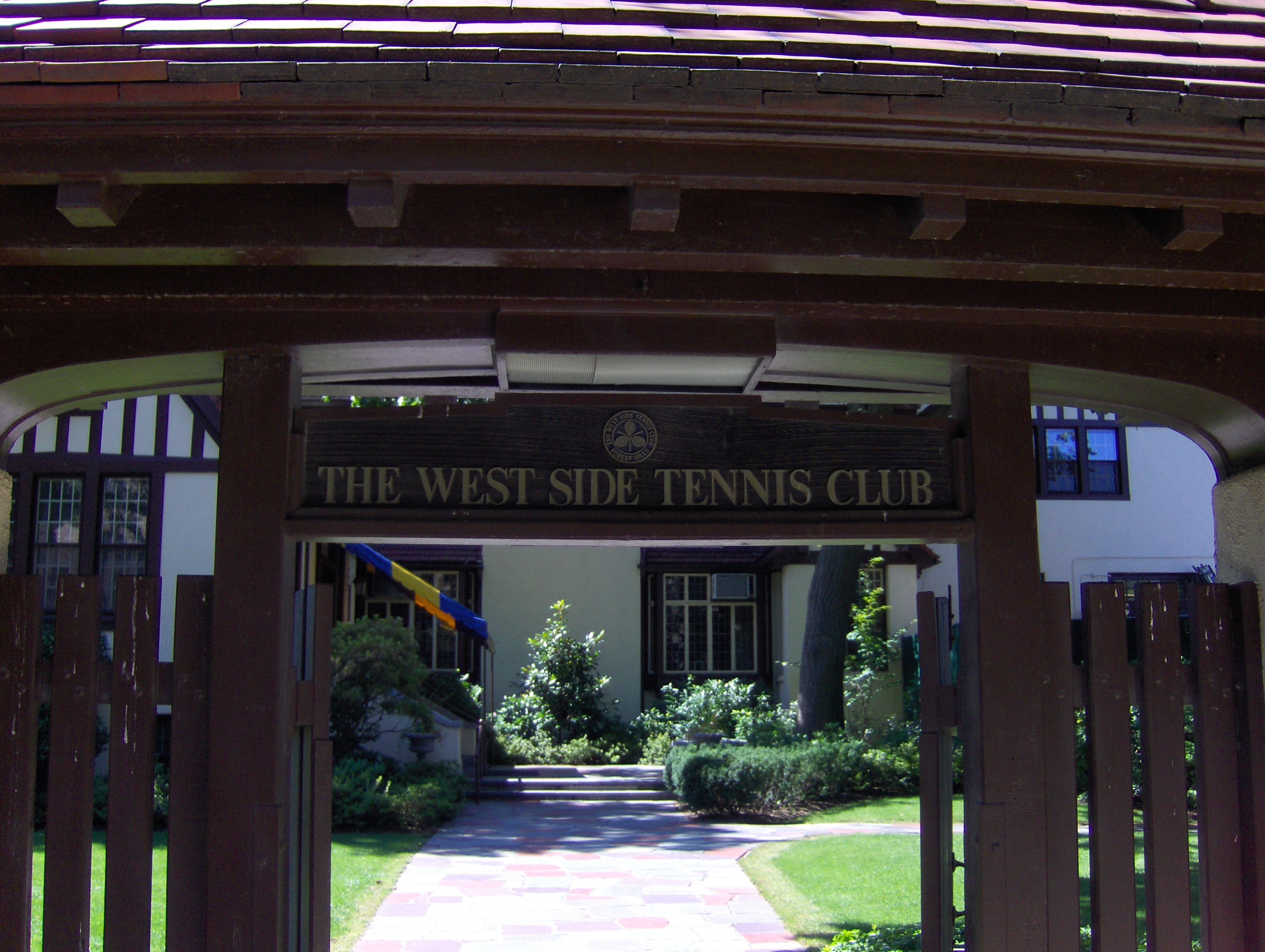
入口

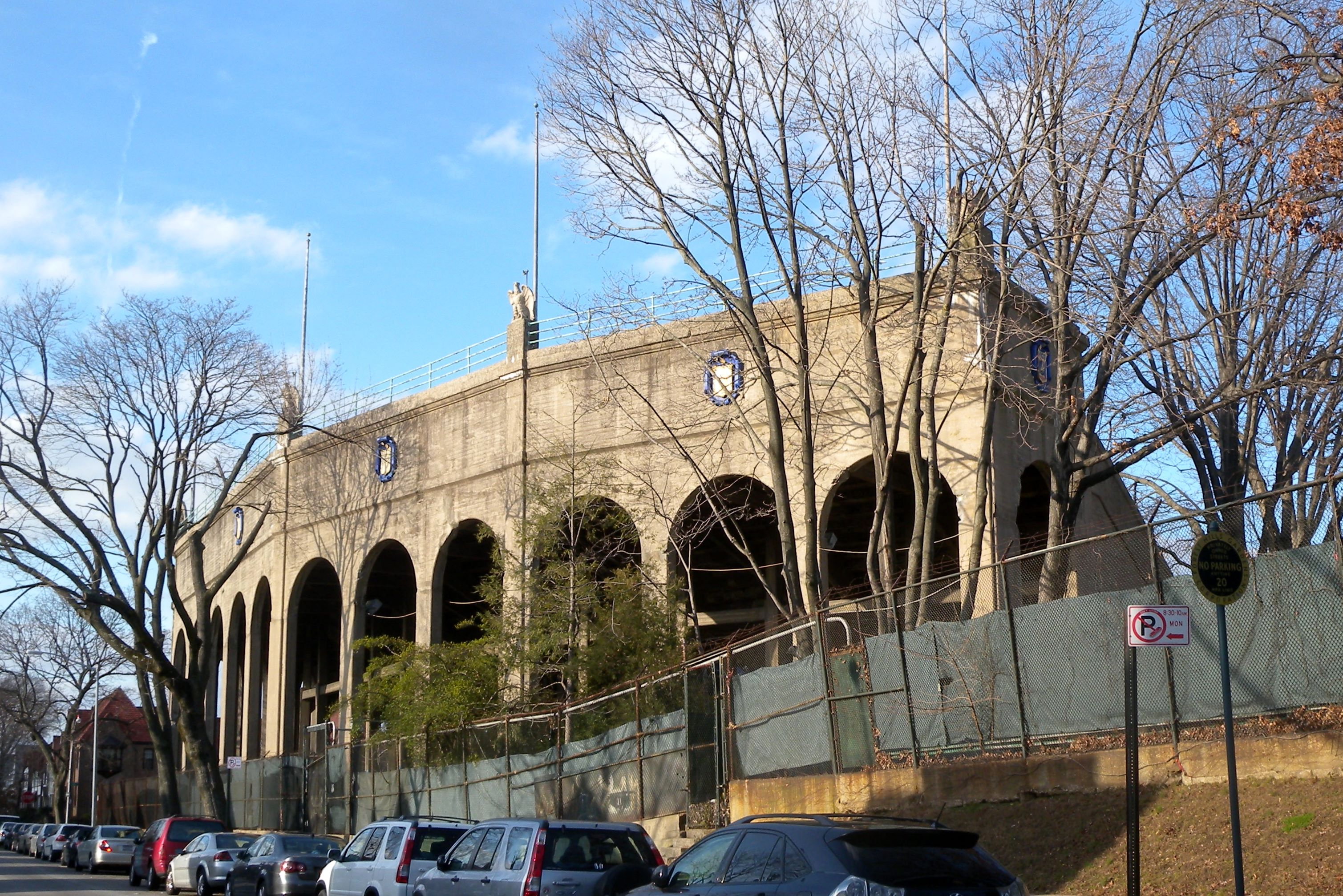
体育场，2011年末

西边网球俱乐部成立于1892年，当时有13位创始会员在中央公园西租用土地，用于建设三个红土球场和一个小型会所。十年后，土地变得非常值钱，俱乐部搬到了哥伦比亚大学附近的地点，可容纳八个球场。1908年，俱乐部再次搬家，搬到了位于238街和百老汇的一处物业。新的地点占地两个城市街区，拥有12个草地球场和15个红土球场。 
俱乐部举办了1911年国际草地网球挑战赛（现称为戴维斯杯）。看到成千上万的人群，俱乐部领导层意识到需要搬到更永久的位置，并扩大规模。1912年，购买了森林小丘一块土地。标志性的都铎风格会所于次年建成。 
1915年，美国草地网球协会全国锦标赛（后更名为美国网球公开赛）移至西边。到1923年，赛事的成功举办，使得建造一座14,000座的马蹄形体育场成为必然，这座体育场至今仍然屹立不倒。该体育场的第一场比赛是国际草地网球挑战赛的决赛，当时美国击败了澳大利亚。 
1950年，爱尔西亚·吉布森成为第一位参加大满贯赛事的黑人球员（1957年，她成为第一位赢得锦标赛的黑人球员）。1967年，比利·简·金成为第一位赢得大满贯赛事及金属球拍的球员。1968年，即美国公开赛第一次电视转播的那一年，亚瑟·阿什在这里成为第一位赢得大满贯赛事的黑人。从1971年开始，体育场成为一年一度的罗伯特·肯尼迪纪念网球锦标赛的举办地，该赛事是慈善机构的名人职业-业余比赛，十年中的参与者包括切维·切斯、阿诺·施瓦辛格、卡洛斯·山塔那、泰德·肯尼迪、艾尔顿·约翰等等。
1975年，比赛改为Har-Tru绿土场地。到1978年，赛事的规模已经超出了体育场的容量，美国网球协会（USTA）在主席威廉·海斯特的领导下，将比赛转移到了位于法拉盛草原的新的美国网球协会比莉·珍·金网球中心。2008年，体育场曾是女子卫星赛的举办地。
世界网球团体赛的纽约帝国宣布将在帕特里克·麦肯罗的指导下，从其2016年首个赛季开始，在该体育场进行主场比赛。但球队在2017年其第二个赛季，也搬迁到了比利·简·金网球中心。

## 近况

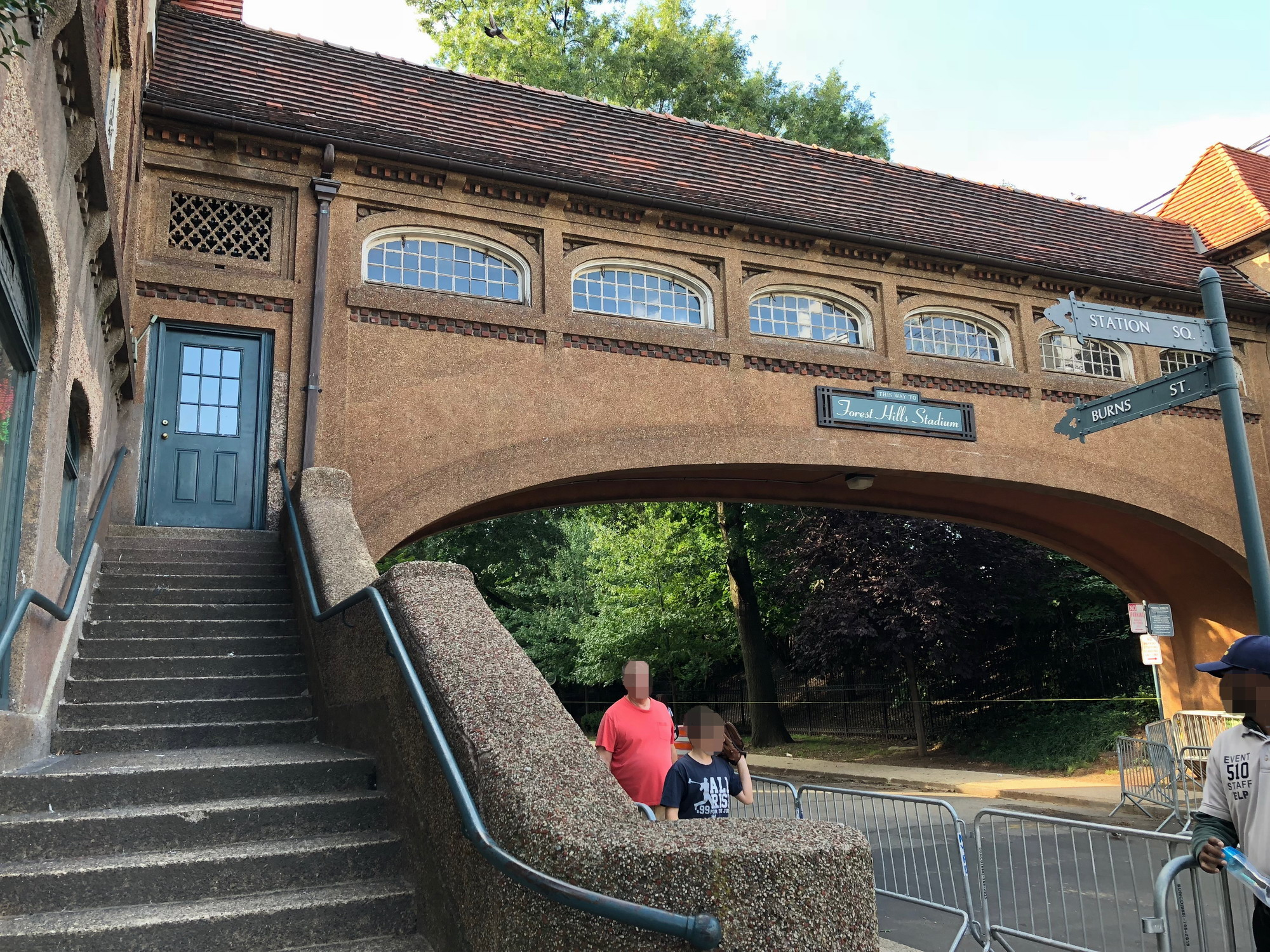
由森林小丘火车站广场通往体育场的拱门。

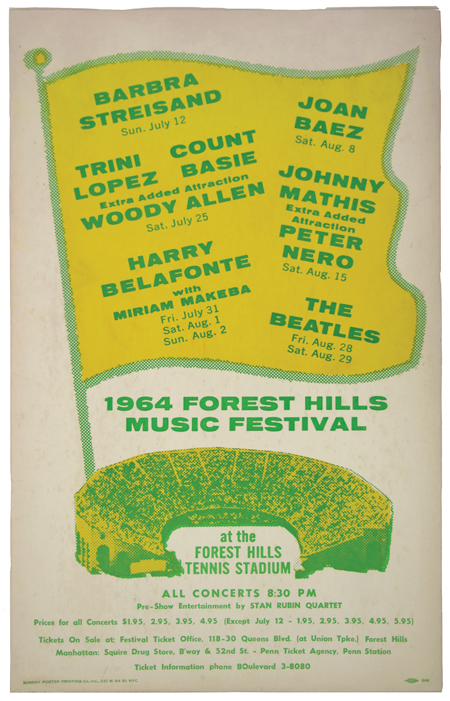
1964年在森林小丘网球场举行音乐会的海报，领衔的是芭芭拉·斯特赖桑德、贝西伯爵、伍迪·艾伦、约翰尼·马蒂斯、哈里·贝拉方特、彼得·尼罗和甲壳虫乐队。

除了作为网球锦标赛的主要场地以外，森林小丘体育场还被用作音乐会场地，在此登台的艺术家包括弗兰克·西纳特拉、至上女声、鲍勃·迪伦、甲壳虫乐队、朱迪·加兰、谁人乐队、唐娜·桑默、崭新乐队、北极猴子和饶舌者钱斯，它也是森林小丘音乐节（Forest Hills Music Festival）的举办地。
随着1978年公开赛搬离，体育场陷入失修。到2011年，该体育场被称为“瓦解的废墟”（crumbling ruin），纽约市地标保护委员会也否认其具有地标的地位。西边网球俱乐部在2010年收到一项提议，要将体育场夷为平地，并建设公寓。
然而，在2013年年中，体育场作为室外音乐会的场地而重新开放，蒙福之子乐队奉献了开幕音乐会。从那时起，森林小丘体育场举办了定期的夏季音乐会系列，表演者包括山塔那合唱团、扎克·布朗乐队、德安杰洛、范·莫里森、北极猴子等。它也是纽约流行音乐的消夏胜地。 
该体育场还曾多次作为拍摄场地。阿尔弗雷德·希区柯克的电影《火车怪客》（1951年），有部分镜头是于1950年8月25至27日在西边网球俱乐部举行的1950年戴维斯杯决赛中拍摄的。韦斯·安德森《天才一族》中的一些场景是在体育场内外拍摄的，包括里奇·特南鲍姆（Richie Tenenbaum，卢克·威尔逊）“风扫球场（Windswept Fields）”的崩溃。 
2020年6到7月，有一些艺术家将在森林小丘体育场进行表演，有发光乐队、布雷克·谢尔顿、明亮眼睛和海尔希。